# Stutz Blackhawk
La Blackhawk è un'autovettura di lusso prodotta dalla Stutz dal 1971 al 1987.

## Storia
Il marchio Stutz tornò sui mercati a partire dal 1968. La proprietà decise predisporre la progettazione di una nuova vettura a cui fu dato il nome di "Blackhawk". Virgil Exner, il designer incaricato alla realizzazione della linea, previde la presenza, sulla coda, di una ruota di scorta che sporgeva in modo deciso dalla carrozzeria. Fu anche disegnata una vistosa calandra che era caratterizzata da fanali anteriori separati. Il prototipo della nuova vettura venne realizzato dalla Ghia, in Italia. Il motore e il pianale erano invece della General Motors.

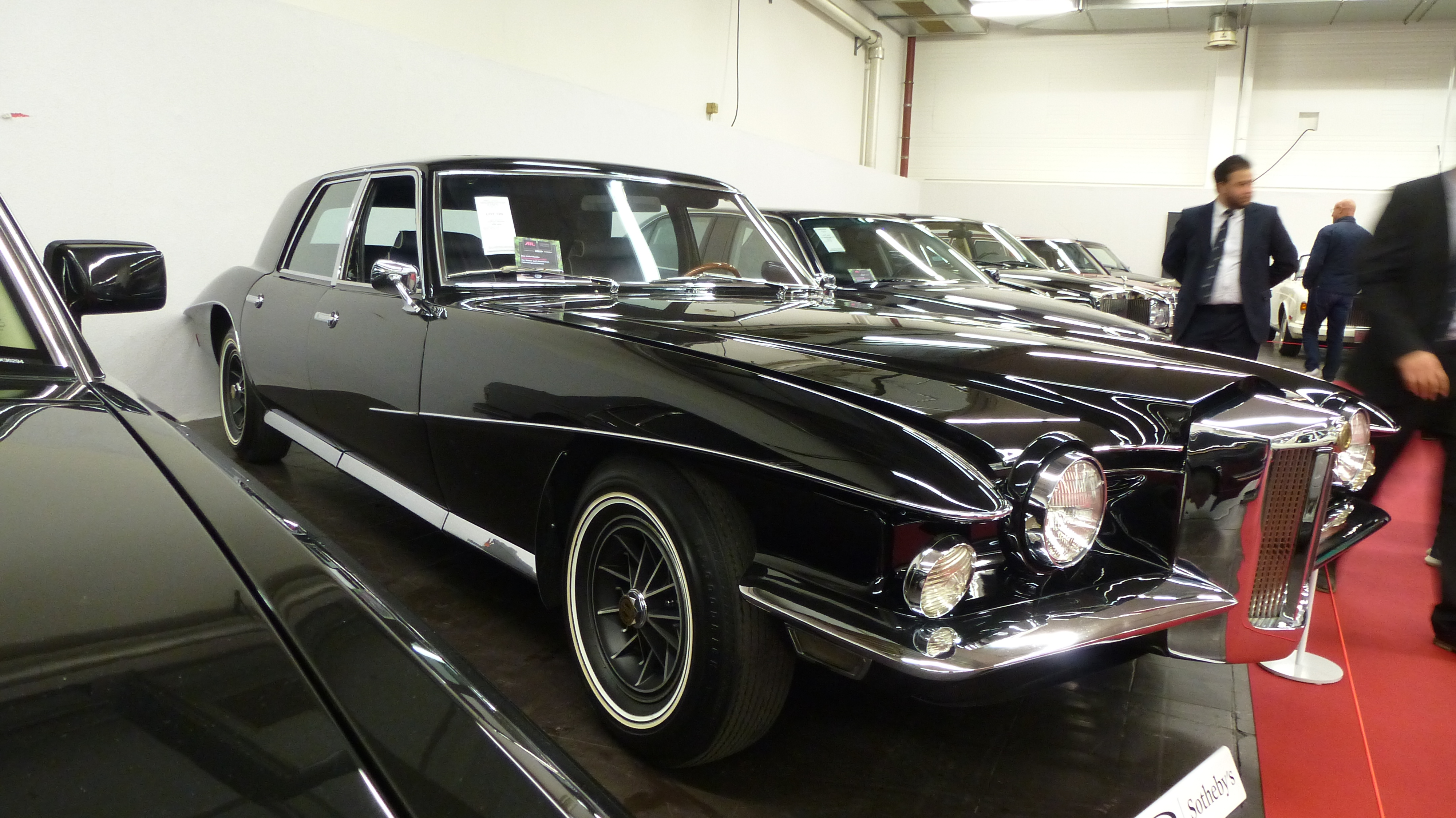
Una delle due Stutz Duplex

La Blackhawk venne presentata al pubblico nel 1970 al lussuoso albergo newyorkese Waldorf-Astoria. Il prezzo di vendita era compreso tra i 22.500 e i 75.000 dollari. Era offerta solo in versione coupé due porte. Alla cabriolet, che venne introdotta in seguito, fu dato il nome di Stutz D'Italia, mentre la berlina, prodotta dal 1972 al 1974 in soli due esemplari, fu denominata Stutz Duplex. La Blackhawk venne prodotta manualmente in Italia. Fino al 1972 fu assemblata nelle Carrozzerie Padane di Modena, mentre dopo tale anno venne costruita alle Carrozzeria Saturn di Cavallermaggiore, in provincia di Cuneo. Nel 1980 la vettura fu ridisegnata ispirandosi alla Pontiac Bonneville, e venne prodotta fino al 1987 in circa 600 esemplari.
Il gruppo motopropulsore del modello derivava da quello della Pontiac Grand Prix. Erano Pontiac anche il motore V8 e il cambio, che era automatico a tre rapporti. Vennero utilizzati anche propulsori Ford e Cadillac. Le cilindrate dei motori erano comprese tra i 4,9 L e gli 8,2 L. L'equipaggiamento era ricco ed estremamente lussuoso.
La Blackhawk fu acquistata da molti personaggi famosi, tra cui Dean Martin, Jerry Lewis, Muhammad Ali, George Foreman, Elton John, Paul McCartney, Al Pacino, Barry White, Elvis Presley e lo Scià di Persia Mohammed Reza Pahlavi.